# 歐洲議會事務局

歐洲議會事務局（Bureau of the European Parliament）是由歐洲議會負責與預算、管理組織和人事問題。它由歐洲議會主席、所有14位副主任和五位財務官（以諮詢身份）組成。他們由總統投票選出，任期兩年半（可連任）。選舉通常在每個議會任期的開始和中點舉行。